# Phosphila arcuata
Phosphila arcuata là một loài bướm đêm trong họ Noctuidae.